# Gelon (assentamento)
Gelon (em usbeque:  Gʻelon, Ғелон , em tajique:  Гелон) é um assentamento de tipo urbano no distrito de Shakhrisabz da região de Qashqadaryo da República do Uzbequistão.
O kishlak foi fundado em 1305. Os habitantes da aldeia ainda preservam antigos costumes e modo de vida. Até meados de 2018, os turistas estrangeiros não podiam visitar esta vila devido ao regime especial de fronteira.  

## Geografia
Gelon está localizado na parte sul do Uzbequistão, no Qashqadaryo, na encosta ocidental das montanhas Pamir-Alai .
O território está localizado na fronteira do Uzbequistão e Tadjiquistão, a 80 quilômetros de Shakhrisabz . O kishlak é cercado por todos os lados por altas montanhas, atingindo uma altitude de mais de 4.000 metros no leste. Esta é uma das aldeias de montanha mais altas do Uzbequistão . Não é fácil chegar aqui por uma estrada de terra de montanha difícil, mas pitoresca, com inúmeras serpentinas.

## Clima
O clima é continental, seco e em alguns lugares subtropical . Em alguns lugares há fortes chuvas, no inverno há fortes nevascas, na estação quente em Gelon sobe mais de 35 graus

## População
A população da aldeia é de 5834 pessoas (2019).
Composição étnica: tadjiques - 5831 pessoas, uzbeques - 3 pessoas. (em 12 de dezembro de 2019).

## Fato interessante
Gelon está localizado a uma altitude de 2600 metros acima do nível do mar. Nas imediações da aldeia praticamente não existem terrenos planos e planos onde seja possível o uso de trator, e os camponeses são obrigados a cultivar plantações de batata em encostas íngremes, que chegam a 40 graus, encostas de montanha quase à mão, usando o arado mais simples aproveitado por um par de touros ou burros. Os pomares também são cultivados em encostas íngremes e desfiladeiros de rios.
Um orgulho especial dos habitantes da aldeia é uma extensa rede de irrigação de canais artificiais colocados nas encostas das montanhas por dezenas de quilômetros. A batata de montanha mais famosa do Uzbequistão cresce aqui. Particularmente exótica é a parte central da vila com casas antigas e ruas estreitas.
Não há outros lugares no Uzbequistão onde, no layout das casas, o segundo andar da casa seja residencial e o primeiro andar seja usado para criar gado. A mesma arquitetura é usada no Tibete e nas terras altas do Nepal. Na aldeia, os turistas podem se comunicar e se familiarizar com o modo de vida dos habitantes, caminhar por 1 a 3 dias nos arredores pitorescos, bem como nas aldeias vizinhas de Kul, Sarchashma.
As pessoas aqui são de origem tadjique, de acordo com alguns sinais, Gelon é um lugar histórico e antigo em que houve muitas batalhas. Mazaorns, que lutaram pela religião islâmica na Ásia Central, estão enterrados aqui. Na Segunda Guerra Mundial, mais de 88 pessoas foram para a frente da vila de Gelon, das quais apenas algumas pessoas vieram. Perto do assentamento, existem vários assentamentos do tipo urbano - estes são Kul, Sarchashma, Shut, Tajiks e Uzbeks também vivem lá
O rio Kashkadarya ou Gelon flui através do gelon, que vai ao longo dos canais até o reservatório principal de Shakhrisabz . Há também personalidades interessantes na vila, por exemplo: artistas locais, músicos, que participam ativamente de vários eventos, casamentos.

## Turismo
Perto da aldeia Gelon, a uma altitude de 4080 metros acima do nível do mar, há uma montanha sagrada " Hazrati Sultan ", onde milhares de turistas vêm rezar. Também na vila você pode visitar uma das cachoeiras mais espetaculares e abundantes do Uzbequistão, uma cachoeira de 40 metros "Suvtushar", assim como os turistas podem desfrutar dos pitorescos picos das montanhas, visitar várias mesquitas. 

## Transporte
Existem vários ônibus turísticos em Gelon, até 1989 em Gelon havia voos abertos em Helicóptero, de táxis Shakhrisabz vão. No momento, só circulam ônibus turísticos, táxis de rota fixa ou táxis semelhantes do tipo urbano. 

## COVID-19
A pandemia fez-se sentir também nesta aldeia serrana, que até então era visitada por inúmeros turistas durante a época, que se alojaram em várias casas de hóspedes a funcionar aqui. É compreensível que as famílias que recebiam renda do turismo estivessem em uma situação difícil. Com o anúncio de um bloqueio no Uzbequistão, um posto de controle foi instalado na barreira de entrada, através do qual nenhum estranho podia entrar. Assim, não houve um único caso de infecção na aldeia.

### Expectativa de vida
No momento, a aldeia é a mais longeva, seus habitantes atingem 85-90 anos, o que é um número enorme em comparação com outras populações próximas a esta aldeia. Aqui você pode ver facilmente uma pessoa com mais de 85 anos, e ela será um quadro de saúde e força. A parte da montanha faz o seu trabalho, as pessoas aqui, mesmo adultas, se sentem livres, confiantes e bem. 

## Política
A situação política na vila era difícil, mas com a morte do ex-presidente Islam Karimov, as áreas turísticas da vila foram fechadas no país, esta área foi guardada pela CEI, após a chegada do novo presidente, novas regras entraram em vigor política, era permitido votar no líder da aldeia, participar da política e se envolver em assuntos políticos.
Desde 2021, as eleições para o cargo de prefeito da vila começaram, "Jabborov Safarmurod Sattorovich" venceu as principais eleições, recebeu mais de 80% dos votos dos moradores da vila .

## Educação
Existem 2 escolas na aldeia, um departamento infantil do 1º ao 4º ano, também do 5º ao 11º ano. As crianças, depois de estudarem na aldeia, têm que se deslocar na cidade para receber educação profissional superior, uma vez que não há universidades estaduais, faculdades ou instituições similares na aldeia 

## Vistas
Há uma montanha perto da vila, que leva o nome de " Hazrati Sultan ", bem como " Historak Suv Ombori ", que é um local popular entre os turistas. 